# Вітамін B12

Структурна формула

Вітамін В12 (інколи кобаламін) — це вітамін групи В, бере участь у кровотворенні, регулює вуглеводний і жировий обмін в організмі. При авітамінозі розвивається недокрів'я — анемія.
Кобаламін відіграє надзвичайно важливу роль у правильному функціонуванні нервової системи, впливаючи, таким чином, на роботу всіх органів. Якщо в організмі бракує вітаміну В12, це також призводить до дефіциту вітаміну В1, навіть при достатній його кількості в їжі. Дефіцит кобаламіну може призвести також до розладу залоз внутрішньої секреції, мозку, призвести до захворювання бері-бері (поліневрити), порушення травлення. Хронічна недостатність його призводить до необоротного руйнування нервів. Міститься в молочних продуктах, яєчному жовтку, м'ясі, печінці, нирках і рибі.

## Функції
Вміст вітаміну В12 у крові малий у людей, які страждають на хворобу Альцгеймера і деякі психічні розлади.
Цей вітамін бере активну участь в обміні білків, жирів і вуглеводів в тісній взаємодії з вітаміном С, фолієвою та пантотеновою кислотами. Вітамін В12 бере участь в метаболізмі фолієвої кислоти при виробленні холіну. Він оживляє також запаси заліза в організмі, яких, як правило, не вистачає. Вітамін B12 забезпечує вступ каротинів в обмін речовин і їх перетворення в активний вітамін А. Нарешті, у взаємодії з іншими речовинами вітамін В12 запускає синтез дезоксирибонуклеїнової і рибонуклеїнової кислот.

## Потреба в вітаміні В12
Мінімальна денна норма для дорослих становить 2.4 мкг на добу.

## Антагоністи вітаміну В12
Прийом протизаплідних засобів і великої кількості різних ліків може вичерпати весь запас вітаміну В12. Крім того, для засвоєння кобаламіну необхідна особлива речовина, так званий внутрішній фактор Касла (гастромукопротеїн), який виробляється в організмі в обкладкових клітинах шлункових залоз, і знаходиться в шлунковому соку. Без нього навіть найбільша кількість вітаміну B12 буде погано засвоюватися. Є люди, в організмі яких він взагалі не синтезується. Це стосується в основному людей похилого віку, чия травна система знижує виділення певних кислот (наприклад, соляної). Якщо кислоти не виділяються у необхідній кількості, то речовина не синтезується, і тоді залізо і вітамін В12 засвоюються гірше, що може призвести до анемії. У таких випадках кращі результати дають ін'єкції вітаміну В12, а не таблетки, які до того ж погано поєднуються з залізом. Однак кислота ягід, фруктів, овочів, яблучний оцет підтримують потрібний рівень кислотності в організмі. Тому треба постійно стежити, щоб в організм надходило достатню кількість вітамінів В1, В6, В2 та В12 разом з натуральними продуктами.

## Дефіцит вітаміну В12
Дефіцит вітаміну B12 призводить також до нестачі карнітину, необхідного для розщеплення жирів у мітохондріях. Для засвоєння вітаміну B12 у кишечнику потрібна достатня концентрація кальцію.
Дефіцит вітаміну В12 призводить до важких неврологічних порушень, інколи незворотних, якщо не діагностується вчасно. Причиною цих розладів є порушення синтезу мієліну. При цьому відбувається губчата дегенерація спинного мозку, ураження периферичних нервів, зорового нерва. Хворі скаржаться на болісні парестезії в нижніх кінцівках, втрату чутливості, порушення зору. Лікування полягає у внутрішньомязовому введені високих доз ціанкобаламіну. 
Гематологічно дефіцит В12 може проявляти себе макроцитарною анемією (анемія зі збільшенням внутрішньоклітинного об'єму еритроцитів), тромбоцитопенією, панцитопенією, гіперсегментацією нейтрофілів. 
Також, дефіцит В12 може проявляти себе хронічною втомою і рецидивуючим глосситом, порушеннями з боку інших органів і систем. 
Варто зазначити, що дефіцит В12 і макроцитарна анемія не є синонімами. Часто важкі неврологічні прояви виникають при нормальному рівні гемоглобіну і середнього об'єму еритроцитів. 

### Лабораторна хімічна діагностика
Оскільки не існує золотого стандартного тестування на дефіцит вітаміну В12, для підтвердження передбачуваного діагнозу проводиться кілька різних лабораторних тестів.
Вміст вітаміну В12 в сироватці крові не зовсім підходить, оскільки він змінюється пізно, а також відносно нечутливий і неспецифічний.
Метилмалонова кислота в сечі або плазмі крові вважається функціональним маркером вітаміну В12, який збільшується при зниженні запасів вітаміну В12. Однак підвищений рівень метилмалонової кислоти може також вказувати на порушення обміну речовин - комбіновану малонову та метилмалонову ацидурію (CMAMMA), яку часто пропускають повз увагу. 
Найбільш раннім маркером дефіциту вітаміну В12 є низький рівень холотранскобаламіну (holoTC), який є комплексом вітаміну В12 і його транспортного білка.